# ملحة (كركوك)
قرية ملحة وهي قرية تتبع مدينة الدبس وتقع في محافظة كركوك شمال العراق، وتقسم إلى ملحة العليا وملحة السفلى.